# Енцо Беардзот
Е́нцо Беардзо́т (італ. Enzo Bearzot, нар. 26 вересня 1927, Аєлло-дель-Фріулі — пом. 21 грудня 2010, Мілан) — італійський футболіст (клуб «Торіно»), захисник. По завершенні ігрової кар'єри — тренер, багаторічний головний тренер збірної Італії, що привів її до перемоги на чемпіонаті світу 1982 року.

## Клубна кар'єра
У дорослому футболі дебютував 1946 року виступами за команду клубу «Про Горіція», в якій провів два сезони, взявши участь у 39 матчах чемпіонату.
Згодом з 1948 по 1957 рік грав у складі команд клубів «Інтернаціонале», «Катанія», «Торіно» та «Інтернаціонале».
1957 року повернувся до клубу «Торіно», за який відіграв 7 сезонів. Більшість часу, проведеного у складі «Торіно», був основним гравцем захисту команди. Завершив професійну кар'єру футболіста виступами за команду «Торіно» у 1964 році.

## Виступи за збірну
1955 року провів свій єдиний офіційний матч у складі національної збірної Італії, програну з рахунком 0:2 гру проти збірної Угорщини.

## Кар'єра тренера
Розпочав тренерську кар'єру відразу ж по завершенні кар'єри гравця, 1964 року як тренер молодіжної команди клубу «Торіно».
Згодом очолював команду клубу «Прато» та молодіжну збірну Італії U-23.
1975 року очолив тренерський штаб національної збірної Італії. Незмінно перебував на чолі «скуадри адзури» протягом 11 років, до 1986. Як головний тренер збірної був учасником чемпіонату світу 1978 року в Аргентині, чемпіонату Європи 1980 року в Італії, чемпіонату світу 1982 року в Іспанії, здобувши того року титул чемпіона світу, чемпіонату світу 1986 року у Мексиці.

## Статистика виступів

### Статистика виступів за збірну
| Дата       | Місто    | Господарі | Результат | Гості  | Турнір                             | Голи | Примітки |
| ---------- | -------- | --------- | --------- | ------ | ---------------------------------- | ---- | -------- |
| 27/11/1955 | Будапешт | Угорщина  | 2 – 0     | Італія | Кубок Центральної Європи 1955-1960 | -    |          |
| Усього     |          | Матчів    | 1         |        | Голів                              | 0    |          |

## Титули і досягнення

### Як тренера
- Чемпіон світу (1):

1982

### Особисті
- Найкращий тренер в історії футболу — 24 місце (World Soccer)[2][3]